# 坎比奥餐厅

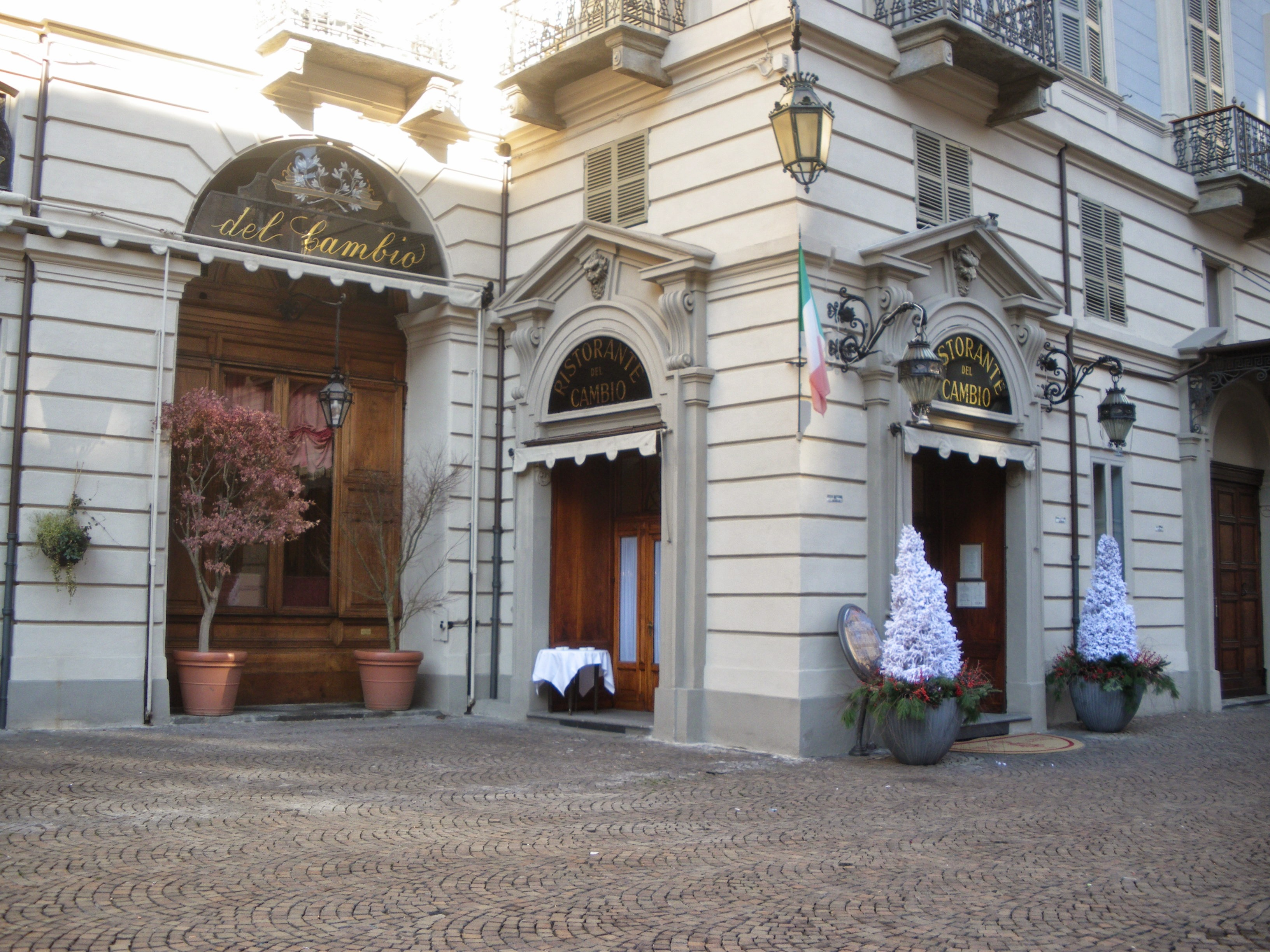

坎比奥餐厅（Ristorante Del Cambio）是意大利都灵最负盛名的一个餐厅，位于市中心的卡里尼亚诺广场（piazza Carignano）2号，建于1757年。

## 历史
在十八世纪中叶，由贝内代托·阿尔菲耶里将卡里尼亚诺剧院改建为石砌建筑，由于成本大大超出预算，迫使卡里尼亚诺王子将剧院周围的建筑用地让给建筑商丰塔纳。

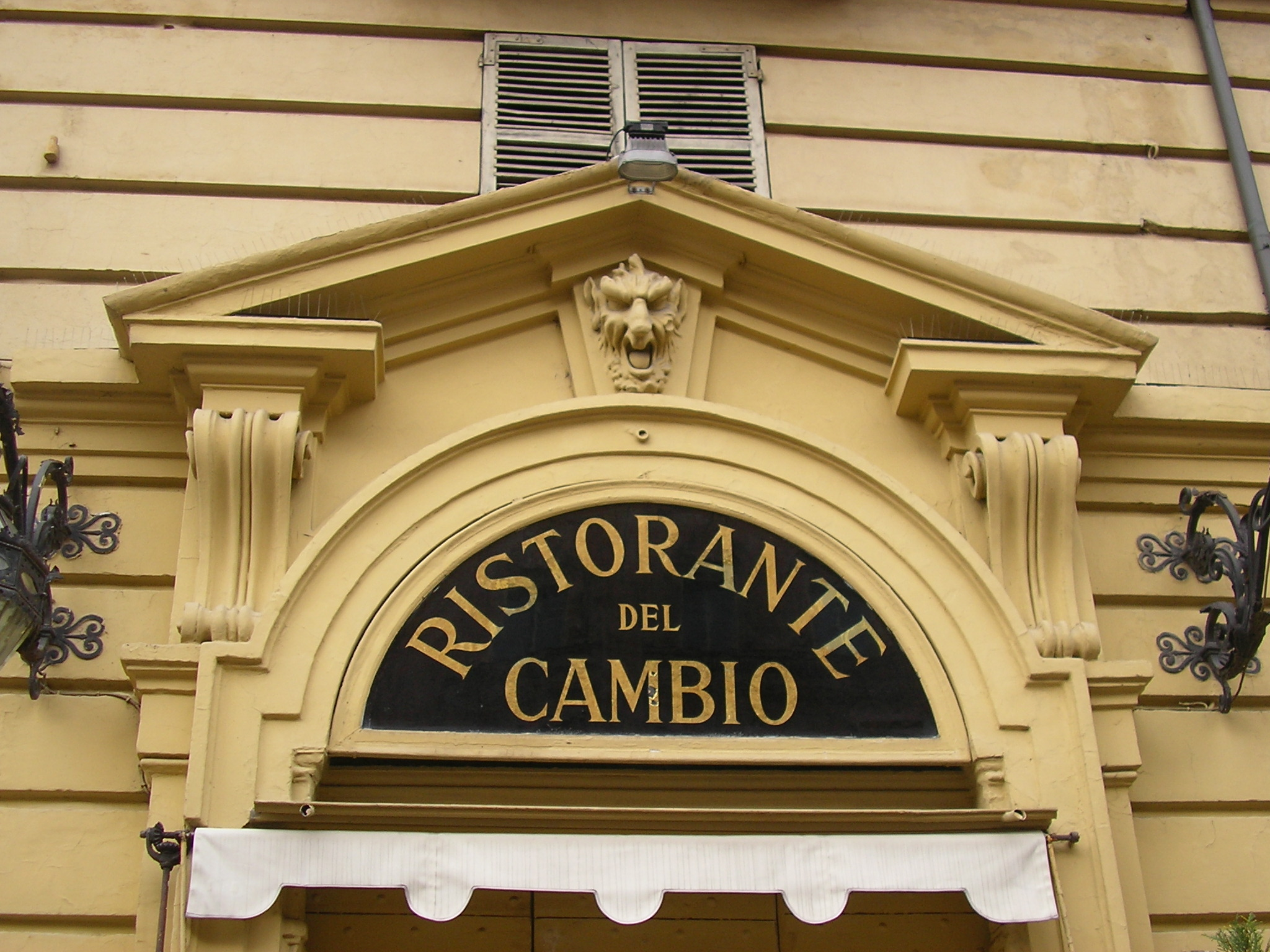
餐厅招牌

新建筑位于剧院的两侧，由乔瓦尼·巴蒂斯塔·博拉（Giovanni Battista Borra，剧院立面的同一创作者）和弗朗切斯科·安东尼奥·贝利诺（Francesco Antonio Bellino）设计，于1757年开业。
最初，这家餐厅只是一个咖啡馆。坎比奥这个名字最早可追溯到1790年，源于卡里尼亚诺广场的货币兑换业务。
1831年，该产业的所有权传给了彼得罗·卡瓦洛，1846年，卡瓦洛进行，将咖啡馆扩建为两个房间的餐厅。
餐厅在1973年和2014年进行了修复。